# Cá trê vàng

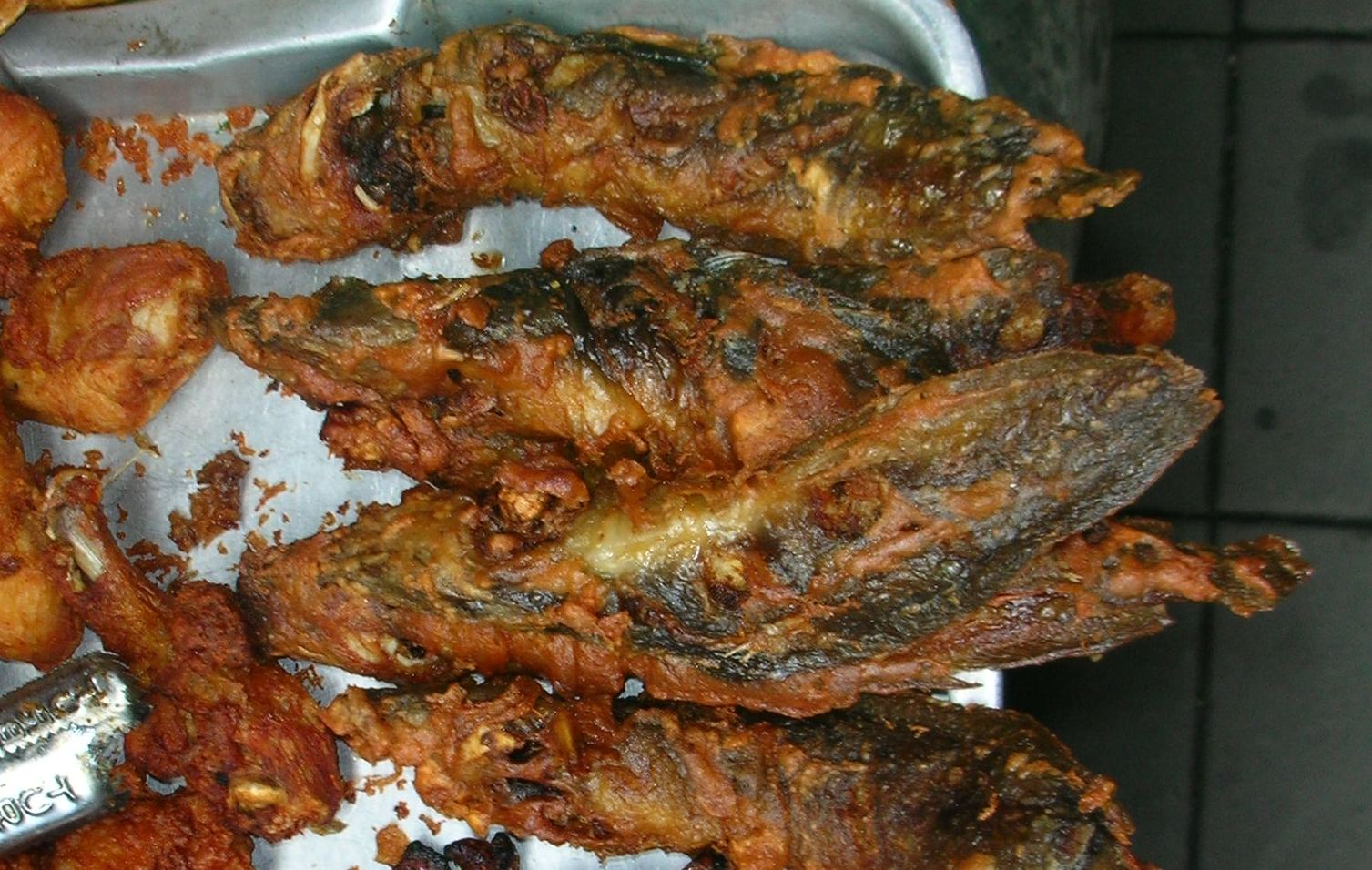
Món Pla duk chiên (ปลาดุก) ở Bangkok

Cá trê vàng (danh pháp hai phần: Clarias macrocephalus) là một loài cá da trơn thuộc họ Cá trê. Đây là loài bản địa Đông Nam Á. Tại nhiều quốc gia Đông Nam Á, nó là loài cá nuôi làm thực phẩm.
Cá trê vàng ăn các loài côn trùng thủy sinh, tôm non và cá nhỏ hơn. Tuy nhiên, nó có thể ăn cám, thức ăn thừa, thức ăn nuôi cá. Nó là con mồi trong các cuộc đi săn của các loài Achlya, Aphanomyces và Pythium.
Cá trê vàng thích vùng sống ở vùng đáy và có thể sống trong nước hơi đen và nước trong. Cá trê vàng phân bố ở vùng khí hậu nhiệt đới khác nhau, trong 34 ° N - 4 ° vĩ độ N. Như vậy, Cá trê vàng được tìm thấy ở các nước nhiệt đới châu Á như Thái Lan, Việt Nam, Trung Quốc, Malaysia, Guam và Philippines. Cá trê vàng thích sống ở đầm lầy, kênh mương, đồng lúa, hồ tù đọng và các con sông. Nếu nước bốc hơi trong mùa khô, cá có thể nằm chôn trong một thời gian dài. Có phải là một nhu cầu di dời, cá có thể di chuyển ra khỏi nước bằng cách sử dụng các vây mở rộng.